# Глядин
Гля́дин (укр. Гля́дин) — село Черниговского района Черниговской области Украины. Население 79 человек.
Код КОАТУУ: 7425584902. Почтовый индекс: 15541. Телефонный код: +380 462.

## Власть
Орган местного самоуправления — Мнёвский сельский совет. Почтовый адрес: 15540, Черниговская обл., Черниговский р-н, с. Мнёв, ул. Черниговская, 30.